# At your service
At your service is een nummer van Gerard Joling en Jan Rietman.

## Achtergrond
Het lied werd in juni 2002 geschreven door Jan Rietman naar aanleiding van de moord op Pim Fortuyn. De titel verwijst naar de steevaste groet en uitspraak van Pim Fortuyn. Het liedje heeft twee weken op de drieëntwintigste piekpositie in de Nederlandse Top 40 gestaan.